# Marianne (allegoria)

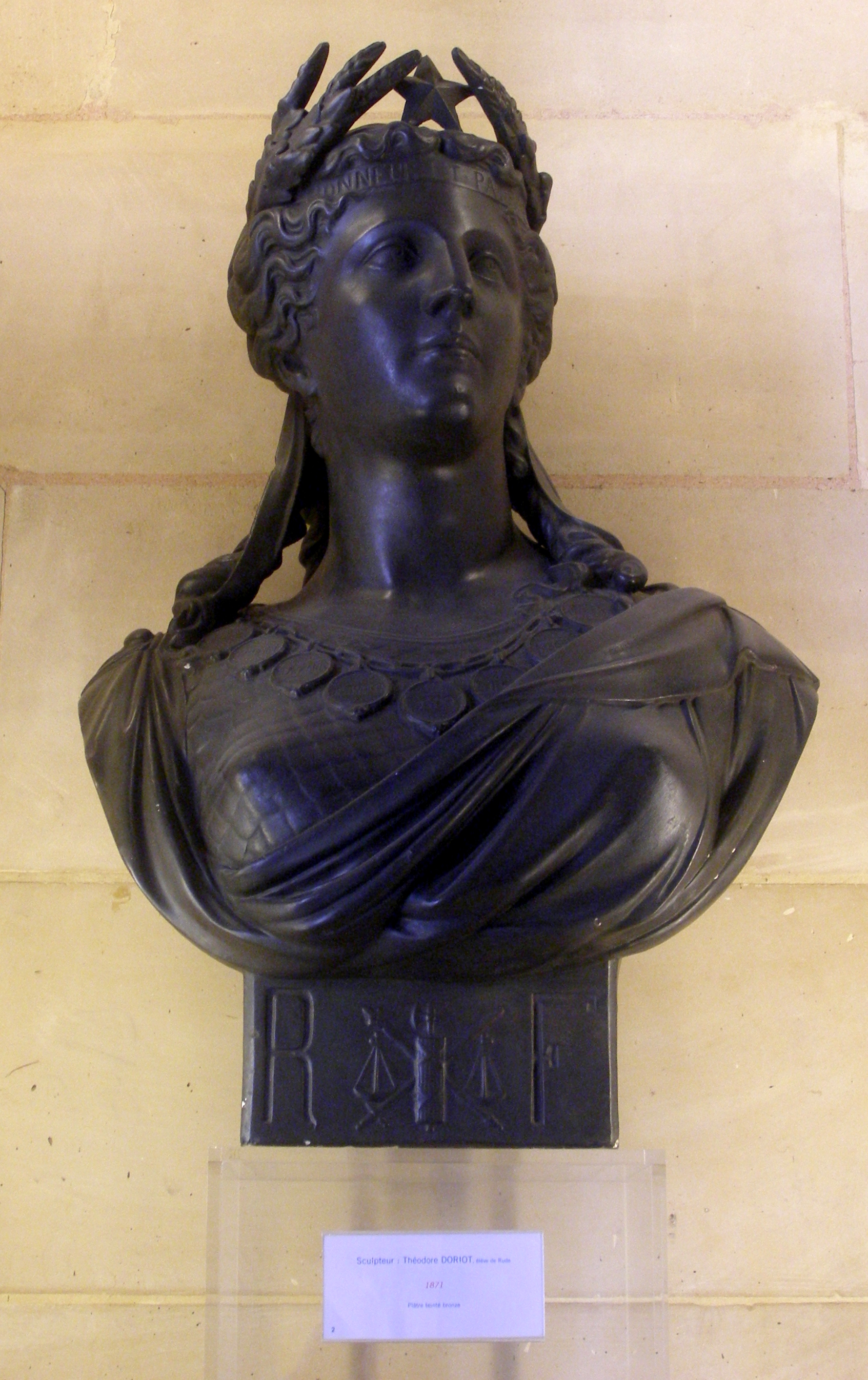
Busto della Marianne esposto al Sénat français.

La Marianne nel quadro La Libertà che guida il popolo.

Marianne è la rappresentazione nazionale allegorica della Repubblica francese.

## Origine
Raffigurata come una giovane donna dal cappello frigio, la Marianne personifica la Repubblica francese e rappresenta la permanenza dei valori della Repubblica, ossia: Liberté, Égalité, Fraternité, il motto utilizzato durante la Rivoluzione Francese dagli uomini e dalle donne che protestavano per i loro stessi diritti. La prima raffigurazione di quella che successivamente verrà identificata con la Marianne è nel celebre quadro La Libertà che guida il popolo di Eugène Delacroix.
Essa è riprodotta fra l'altro nel logo della Repubblica francese, su monete e francobolli, in busti di marmo in tutti i comuni francesi, poiché è la rappresentazione simbolica della madre patria coraggiosa, nutrice e protettrice, forte nella guerra e nella pace. «Laica, figlia dei Lumi, incarna nella sua bellezza la società che rappresenta.»
Quando in Francia fu instaurata la Terza Repubblica, La Marianne indicò la costituzione e poi anche la Repubblica francese.

### Associazione politica
La Marianne era anche il nome di un'associazione politica semiclandestina di ispirazione "socialisteggiante", sorta nella Francia occidentale dopo il colpo di Stato di Napoleone III e annientata con una forte azione repressiva nel marzo 1854.

## Simbolo
La prima rappresentazione di una donna col berretto frigio, allegoria della Libertà e della Repubblica, appare nella rivoluzione francese. L'origine del nome Marianne non è noto con certezza, sebbene fosse molto diffuso nel XVIII secolo. Essa rappresenta la popolazione che si libera dalla monarchia e la nascente Repubblica. Durante la Terza Repubblica, statue e busti della Marianne si moltiplicano, in particolare nei comuni.

### Rappresentazione iconica
Fino al 1969 la Marianne era rappresentata da una anonima bellezza francese. Dal 1969 invece l'Association des maires de France (AMF) sceglie una celebrità francese per personificarla in un busto ed in altre rappresentazioni. La prima bellezza francese chiamata a identificare la Marianne fu Brigitte Bardot (1970), seguita poi da Michèle Morgan (1972), Mireille Mathieu (1978), Catherine Deneuve (1985), Inès de la Fressange (1989), Laetitia Casta (2000) e Sophie Marceau (2012). Évelyne Thomas fu scelta nel 2003 dal Comité de la Marianne d'Or.

## Numismatica e filatelia
Una rappresentazione de "La Marianne" è effigiata sulle monete euro della Francia da 1, 2 e 5 centesimi e su molti francobolli francesi.